# كأس رئاسة الجمهورية 1998 (كأس السوبر التركي)
تمت مباراه كأس رئاسة الجمهورية(اسمها الحديث كأس السوبر التركي)ال33 بين الدوري التركي لكرة القدم(واسمها الحديث كأس السوبر التركي)مع بطل كأس تركيا، وهي مباراه تتم سنوياً.تمت مباراه جالاتاسراى الحاصل على بطولة الدوري لعام 1997/1998 مع بشكتاش بطل كأس تركيا لنفس الموسم، في ستاد أنقرة 19 مايو، والتي لُعبت بتاريخ 15مايو 1998، وانتهى وقت المباراة الأصلي بتعادل الفريقين 1-1، ولكن تقدم فريق بشكتاش بهدف آخر في الوقت الإضافي (الوقت بدل ضائع)وبذلك حصل الفريق على الكأس.وكانت هذه المبارة هي مباراه ال 15 لفريق بشكتاش وال 19 لجالاتاسراى في كأس رئاسة الجمهورية.حصل فريق بشكتاش على ست بطولات في الوقت الذي كان فريق جالاتاسراى الأكثر نجاحا في تلك الفترة في مجال كرة القدم والذي حصل على هذا الكأس عشر مرات من قبل.في الدقيقة ال 17، تقدم نادي بشكتاش بهدف الذي احرزه اللاعب دانييل أموكاتشي، ثم سجل لاعب فريق جالاتاسراى محمد جونولاتشر والذي انضم للمباراة لاحقا، هدف التعادل وانتهى الوقت الأصلي للمباراة بالتعادل1-1.وفي الوقت الإضافي، حصلت بشكتاش على الفوز من خلال الهدف الذي سجله اللاعب نهاد قهوجي، وهو من ضمن اللاعبين الذين انضموا للمباراة فيما بعد وأصبحت النتيجة 2-1، وقد حصلت بشكتاش على الكأس للمرة السابعة بموجب هذه المباراة.وتوقف كأس رئاسة الجمهورية بعد هذه المباراة لعدة سنوات، ثم عادت مره أخرى في 2006تحت اسم كأس السوبر التركي.

## الخطة الخلفية
تقابل نادي بشكتاش في بداية موسم 1997/98 مع جالاتاسراي في كأس جمعية الكتّاب الرياضيين في تركيا، والتي حملت خاصية الدوري التأهيلي، وقد انتهى هذا الصراع بينهما والذي تم في ستاد إينونو في تاريخ 18 يوليو 1997، بفوز جالاتاسراى ب ستة أهداف مقابل لا شيء، وانتهى موسم 1997/98 في الدوري التركي لكرة القدم، بحصول نادي جالاتاسراى على بطولته للمرة الثانية على التوالي، وذلك بواقع 75 نقطة التي جمعها خلال الموسم، وانهته بشكتاش بواقع 48 نقطة وحصلت على المركز السادس فيه. في 21 يوليو 1997، انتهت المباراة الأولى بين الفريقين في الدوري والتي تمت في ستاد إينونو، بفوز نادي بشكتاش بهدفين مقابل هدف واحد. تقابل الفريقان في نصف الدوري الثاني في ستاد على سامي ين في تاريخ1 مارس 1998وهذه المرة فازت جالاتاسراى بثلاث أهداف مقابل هدفين. من جانب آخر، التقى الفريقان مرة أخرى في نهائي كأس تركيا لهذا الموسم.وانتهت المباراتين التي لعبهما الفريقان بالتعادل 1-1. ونظراً لانتهاء المباراة الثانية بالتعادل، تم لعب ضربات جزاء وكانت النتيجة 4-2 لصالح بشكتاش وبذلك حصلت على الكأس.
قد شاركت جالاتاسراى في كأس رئاسة الجمهورية خمسة عشر مرةً من قبل، والذي تم تنظيمه لأول مرة في 1966، وبالإضافة إلى العشرة كؤوس التي تُوجت بها سابقاً.بالإضافة إلى ذلك، نجح الفريق في الفوز بهذا الكأس الذي كافح من أجله على مدار العامين الماضيين.بينما شارك نادي بشكتاش في كأس رئاسة الجمهورية أربعة عشر مرة مسبقاً، وكان أنجح نادي في تاريخ الكأس بعد نادي جالاتاسراى، ونادي فنربخشة الذي فاز بستة بطولات. قد تقابل الفريقان على مدار الكأس في سنوات 1966,1982,1991،1993و1994.

## المباراة

### ماقبل المباراة
لم يستطع ثلاث من لاعبو كرة القدم الرومانيين والتابعين لفريق جالاتاسراى وهم جورجي بوبسكو، جورجي هاجي ولوليان فيليبيسكو الاشتراك في المباراة؛ نظراً لوجودهم في معكسر منتخب رومانيا لكرة القدم. استبعد المدير الفني لنادي بشكتاش جون توشاك كلا من ماريجان مرميج وعلي اران بشيرلار؛ نظراً لإصابتهما، كما استبعد أوكتاى ديرالتي اوغلو ورجب شاتين عن تشكيل المباراة. ومن جانب آخر، التقى لاعبو الفريقان ومديرهما يوم المباراة مع رئيس الوزراء مسعود يلماز لتناول وجبة الغداء معاً.

### ملخص المباراة
وقعت أول واقعة في المباراة في الدقيقة السادسة، حيث أبعد تايفور هافوتجور الخطر الذي قام به عثمان تجوشكون من الجناح الأيسر وذلك من خلال تقدمه خطوة للمركز قبل هاكان شوكور.في هجوم بشكتاش المتطور في الدقيقة ال17، تقدّم الفريق بهدف الذي احرزه اللاعب النيجيري دانييل أموكاتشي بالتسديدة التي قام بها عند دخوله منطقة الجزاء منطلقا من التمريرة البينية التي قام بها محمد أوزديلاك.وفي الدقيقة ال20، صدّ حارس المرمى محمد بولووكباشي التسديدة التي صوبها زلاتكو يانكوف من خارج منطقة الجزاء.بينما في الدقيقة ال23، نجح حارس مرمى فريق بشكتاش فوزي تونجاي، في صدّ الكرة التي سددها هذه المرة لاعب فريق جالاتاسراى توجاى كريم اوغلو من خارج منطقة الجزاء.وفي الدقيقة ال 26، استطاع لاعب فريق بشكتاش موتلو توبشو، الحصول على الكرة نتيجة ضغطه على لاعب جالاتاسراى فاتح آكيال، وسددها موتلو من داخل منطقة الجزاء وأمسكها حارس مرمى جالاتاسراى.وبعد دقيقة من ذلك أتى ألباي أوزلان من الخلف في الركلة الركنية التي سددها أموكاتشي، وضرب الكرة برأسه ورافعاً إياهاإلى أعلى ولكن أخرج حارس المرمى بولوكباشي الكرة من على خط المرمى ثم أبعدها خط الدفاع عن المرمى.في الدقيقة ال34، وقف دفاع فريق جالاتاسراى بدعوى التسلل في التمريرة البينية التي قام بها يانكوف.وخرجت الكرة من قدم توبتشو في منطقة الجزاء، أوت من جانب المرمى.وانتهى الشوط الأول بفوز بشكتاش على جالاتاسراى بهدف مقابل لا شيء.
تفوق فريق جالاتاسراي في الدقايق الأولى من الشوط الثاني، حيث في الدقيقة ال46، الكرة التي سددها أوكان بورك من على خط منطقة الجزاء، خرجت أوت بجوار القائم.في الدقيقة ال49، الضربة الركنية التي لعبها لاعب بشكتاش يانكون، اسطتاع حارس مرمى جالاتاسراي أخراجها.في الدقيقة ال52، تصدى حارس مرمى جالاتاسراى لتسديدة هافوتشو التي صوبها تجاه المرمى.في الدقيقة ال52، اخترق لاعب فريق جالاتاسراي محمد جونولاتشلار خط دفاع بشكتاش في التمريرة البينية التي قام بها بينبا، واحرز هدف التعادل مع بشكتاش والوحيد لهم في المباراة حيث وضع الكرة من فوق رأس حارس المرمى لحظة خروجه من مرماه.في الدقيقة ال65، الضربة الركنية التي نفذها ارجون بانبا من اليمين، سددها فيدات إنجافي برأسه ولكنها علت العارضة.في الدقيقة ال76، أخرج تونجاي حارس مرمى فريق بشكتاش، التسديدة التي صوبها تجاهه هاكان شوكور عن طريق التمريرة البينية التي قام بها عارف إردم إليه.في الدقيقة ال88، أمسك حارس المرمى اونجاى الكرة بيديه، التي صوبها هاكان شوكور برأسه.وهكذا انتهى الوقت الأصلي للمباراة بالتعادل الايجابي1-1، وتم لعب شوط إضافي لتحديد الفريق الفائز.
في الدقيقة ال103، استطاع حارس المرمى تونجاي، التصدي لكرة أوكان بوروك العالية، وضرب هاكان شوكور الكرة برأسه ولكنها أرتطمت في العارضة.في الدقيقة ال107، استطاع لاعب دفاع بشكتاش إبعاد تسديدة إردم الموجهة إلى المرمى.وفي الدقيقة ال113، أحرز لاعب فريق بشكتاش نهاد قهوجي الهدف الثاني لهم، وانتهت المباراة 2-1 لصالح بشكتاش، وحصلت الكأس للمرة السابعة.

### التفاصيل
فريق جالاتاسراي
1-محمد بولووكباشي
2-فاتح اكيل
3-فيدات إنجافي
4-هاكان أونسال
7-أوكان بوروك
10-سوات كايا
5-توغاي كريم أوغلو
8-ارجون بنبا
11-عثمان تجوشكون
9-هاكان شوكور
6-عارف اردم
الاحتياطي
12-فولكان كيليمجي
14-فيتي اوكور اوغلو
15-بولنت كوركماز
16-محمد جونولاتشر
17-عدنان إلجين
18-إمره بلوز أوغلو
المدير الفني
فاتح تريم
فريق بشكتاش
1-فوزى تونجاي
9-أرطغرل سغلام
4-راحيم ظافر
5-ألباي أوزلان
7-إركان أوسران
2-يوسف توكاتشي
6-زلاتكو يانكوف
3-طايفور هافتشو
8-موتلو توبتشو
10-محمد أوزلاديلاك
11-دانييل أموكاتشي
الاحتياطي
12-هاكان شاليشكان
14-سافاش كايا
15-ياسين سولون
16-أيدن تونا
17-حكمت تشابان اوغلو
18-نهاد قهوجي
المدير الفني
جون بنجامين توشاك
الحكام المساعدين
محمد كايا
ارجان إناجولولار
الحكم الرابع
إبراهيم اكسوى

## بعد المباراة
سلم رئيس الجمهورية التركية سليمان دميرل بيديه الكأس لنادي بشكتاش الحاصل على البطولة السابعة في تاريخ الكأس. وحينما كان يتجول لاعبو نادي بشكتاش الملعب بالكأس، قال المدير الفني توشاك«فزنا بمجهودنا». من جانب آخر، عفى النادي عن العقوبة التي فرضها على الفريق بسبب النتائج غير المرضية التي حصل عليها في الدوري، وهي 30 مليار ليرة تركية وذلك بعد فوزهم بالكأس. وقال مدرب فريق جالاتاسراى فاتح تريم بعد المباراة «لايمكن أي شيء أن يعكر فرحتنا ببطولتنا، وسأحتفل مع فريق بشكتاش». في نفس الليلة، احتفل بالبطولة مُديرو نادي بشكتاش وشاركهم الاحتفال نوابهم اونال إركان واردوغان توبراك، في فندق بويوك انقرة اوتيل. وشاهد المباراة في الاستاد 11.962 الف شخص، مما حقق ربح يعادل 18مليار 208مليون ليرة تركية. من ناحية أخرى، وفقا لبيانات نيلسن ميديا ريسيرش تم تسجيل معدل مشاهدة المباراة من القنوات التي اذاعتها بث مباشر وهي قناة كانال دي وبريما تايما ونسبة المشاهدة فيهما 29.1% وقناة شو تي في 19.7%.